# Бхайрахава (аэропорт)
Аэропорт Гаутама Будда (англ. Gautam Buddha Airport), (ИАТА: BWA, ИКАО: VNBW), также известный как аэропорт Бхайрахава, — непальский аэропорт, обслуживающий коммерческие авиаперевозки муниципалитета Сиддхартханагар (район Рупандехи, Лумбини).

## Общие сведения
Аэропорт Гаутама Будда расположен на высоте 109 метров над уровнем моря и эксплуатирует одну взлётно-посадочную полосу 10/28 размерами 1510х34 метра с асфальтовым покрытием.
В соответствии с планом Управления гражданской авиации Непала аэропорт Гаутама Будда к 2017 году должен получить статус международного. План предусматривает строительство новой взлётно-посадочной полосы длиной в 3000 метров и шести самолётных стоянок для международных рейсов. Генеральный план будет финансироваться из двух источников: 42,96 миллионов долларов США за счёт субсидий и пожертвований и 12,75 миллионов долларов за счёт кредита Азиатского банка развития.